# Fora de Joc (documental)
Fora de joc és un documental dirigit per Jordi Finestres i promogut per la Plataforma pro Seleccions Esportives Catalanes que aprofundeix en les maniobres del govern espanyol contra l'oficialització de les seleccions esportives catalanes. La pre-estrena del documental "Fora de Joc" va ser al Cinema Comèdia de Barcelona, després va ser emès per televisió pel canal Esport3 de TVC.

## Argument
El documental analitza en 52 minuts els entrebancs polítics que ha viscut l'esport català a fi d'evitar que les seleccions catalanes puguin competir internacionalment, i en un hipotètic cas arribar a un duel esportiu Catalunya-Espanya. El documental mostra com el govern espanyol ha usat diners públics per dur a terme accions i pressions contra l'oficialitat de les seleccions catalanes. A "Fora de joc" podrem sentir el testimoni de representants de l'esport català, però també de federacions esportives internacionals.

## Interventors
- Isidre Oliveras de la Riva (expresident de la Federació Internacional de Patinatge)
- Carmelo Paniagua (president de la Federació Espanyola de Patinatge)
- Ramon Basiana (president de la Federació Catalana de Patinatge)
- Armando Quintanilla (president de la Confederación Suramericana de Patín)
- Rafel Niubò (exsecretari general de l'Esport de la Generalitat de Catalunya)
- Xavier Albert Canal (expresident de la Federació Catalana de Rugbi)
- Joan Ricart (president de la Federació Catalana de Bitlles i Bowling)
- Eduard Segarra (advocat del Bufet Roca Junyent)
- Joan Laporta (expresident del FC Barcelona)
- Jordi Roche (expresident de la Federació Catalana de Futbol)
- Miquel Masoliver (jugador d'hoquei patins)
- Ivan Tibau (exjugador d'hoquei patins)
- Ignasi Doñate (expresident del Comitè Olímpic de Catalunya)
- Xavier Vinyals (president de la Plataforma pro Seleccions Esportives Catalanes)
- Jordi Eduardo (president de la Federació Catalana de Futsala)
- Carlos Orlando Ferreira (president de la Confederación Panamericana de Patinaje)
- Santiago Fisas (exsecretari d'Estat per a l'Esport)[4]

## Polèmica
Al mes de maig de 2012 el Consell de la Informació de Catalunya, del col·legi de Periodistes, va recollir la queixa respecte a la falsedat d'una de les afirmacions del documental.